# Horten AG
Horten AG (Aktiengesellschaft) è stato un grande magazzino tedesco fondato da Helmut Horten nel 1936 e con sede Düsseldorf, Germania. Con più di 80 grandi magazzini distribuiti nel territorio tedesco, Horten AG era tra le maggiori catene di distribuzione in Germania. Nel 1994 fu rilevata da Kaufhof e gradualmente integrata fino a quando il marchio Horten è gradualmente scomparso all'inizio degli anni 2000.

## Storia
La società Horten fu fondata rilevando le imprese ebraiche attraverso il programma nazista di "arianizzazione". Come membro del partito nazista, Helmut Horten poté trarre profitto dai rapporti instaurati.
Horten era una delle aziende tedesche di grandi magazzini più moderne negli anni '60 e '70. Le facciate dei negozi, completamente decorate con le cosiddette 'piastrelle horten', disegnate dal famoso architetto Egon Eiermann, erano tipici punti di riferimento all'interno delle zone pedonali tedesche del dopoguerra ("Fußgängerzonen"). Horten costruì i primi grandi magazzini che includevano parcheggi e stazioni di servizio. Horten AG voleva essere il grande magazzino preferito dai clienti della periferia che avevano la loro prima automobile e non volevano raggiungere le città con l'autobus o il tram. 

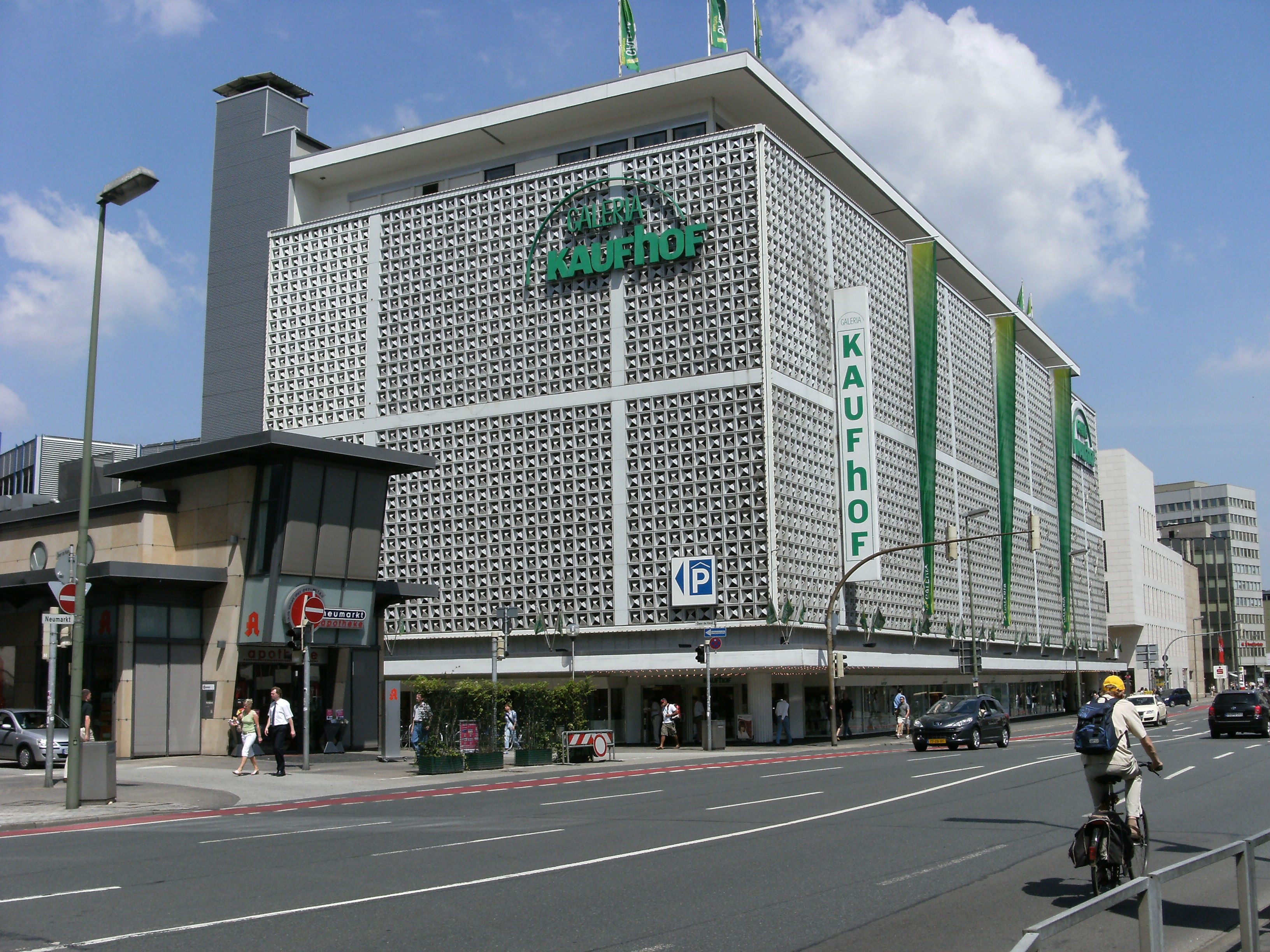
Osnabrück, negli anni '90 la seconda filiale Galeria-Kaufhof con le famose facciate

Oltre ai grandi magazzini di fascia alta del centro, la società ne costruì altri con un concetto considerato all'epoca d'avanguardia: ogni grande magazzino aveva un ristorante, per lo più situato all'ultimo piano. Negli anni '60 si chiamavano "KUPFERSPIESS" (bollitore di rame). Successivamente Horten iniziò a riorganizzarli in ristoranti self-service e li chiamò "Bon appetit" o "Horten-Restaurant", combinati insieme anche come "Bon appetit: Ihr Horten-Restaurant" (negli anni '90, quando Horten AG fi rilevata da Kaufhof, le loro due società di ristorazione - "Bon appetit" e "Bel-Terine" - furono unite in una sola, chiamata "DINEA"). 
Nel 1968, con 25.000 dipendenti e un fatturato pari a 1 miliardo di euro in marchi della Germania occidentale, Helmut Horten fece quotare il gruppo alla Borsa di Francoforte. Nel 1972 Horten vendette la sua quota di maggioranza e si ritirò dall'attività, che subito dopo perse molto valore. Ritiratosi in Svizzera, nel Canton Ticino, Helmut Horne non si fece vedere nemmeno alle celebrazioni del 50º anniversario dell'azienda nel 1986. Helmut Horten morì nel 1987, in quel periodo la sua ex azienda era stata acquisita dalla British American Tobacco. 
Fino al 1988, Horten AG gestiva alcuni dei suoi grandi magazzini sotto il nome di Merkur mentre alcuni dei grandi magazzini più piccoli del gruppo erano chiamati DeFaKa (Deutsches Familien Kaufhaus). Nel 1988 furono introdotti i nuovi negozi "Galeria" con un design innovativo: gli interni marrone scuro di Horten furono sostituiti con colori più chiari come il blu, il grigio tenue e il bianco. Questa iniziativa  si rivelò di grande successo,  per cui Horten AG decise di rinnovare i 39 negozi più grandi con il design Galeria, anche se questo obiettivo non fu mai  completamente raggiunto. Sempre quell'anno Horten fondò la Horten-Extra GmbH per gestire le sue tredici sedi più piccole non contrassegnate dal nuovo design Galeria. Dieci di questi negozi Horten-Extra furono venduti nel 1993 alla Kaufring AG. Anche gli altri tre negozi Horten-Extra non ebbero una storia di successo. La sede di Dortmund fu chiusa subito dopo la vendita dei dieci negozi Horten-Extra e ristrutturata come un centro commerciale (Westfalen Forum). Gli altri due negozi Horten-Extra entrarono a far parte del Kaufhof (Neuss e Schwäbisch Gmünd) e furono utilizzati per alcuni anni ancora con il marchio Horten, fino al 2000, quando entrambi i negozi chiusero perché considerati troppo piccoli.
Nel 1994 la catena fu acquistata dalla Kaufhof Holding AG, uno dei maggiori concorrenti, e nell'arco di dieci anni tutti i grandi magazzini Horten furono ribattezzati Kaufhof, venduti o chiusi. Questo processo si concluse nel 2004 con la chiusura o la ridenominazione degli ultimi negozi e la scomparsa del nome Horten. Oggi solo un negozio – il Carsch-Haus a Düsseldorf – porta ancora il logo Horten sulla facciata, scolpito nella pietra sopra le porte principali. Nel 2008 Kaufhof, finita nel frattempo sotto il controllo del gruppo tedesco  di vendite al dettaglio METRO AG, ripulì i loghi in pietra Horten, ora chiaramente visibili sulla facciata. Il "Carsch-Haus" di Düsseldorf era il miglior grande magazzino della Horten AG e fungeva da flagship store. Negli anni '80 fu smantellato pietra dopo pietra e successivamente ricostruito a pochi metri di distanza perché la "Rheinbahn" (trasporto pubblico di Düsseldorf) aveva previsto di costruire una stazione della metropolitana sotto l'edificio. Dopo la ristrutturazione la Carsch-Haus divenne il grande magazzino più moderno della Horten AG e un modello di sviluppo per il concetto Galeria.
Nel 2004 il marchio dei grandi magazzini Horten scomparve dalla scena.